# Potencial de acción cardíaco
El potencial de acción cardíaco es un potencial de acción especializado que tiene lugar en el corazón, que presenta propiedades únicas necesarias para el funcionamiento del sistema de conducción eléctrica del corazón.
El potencial de acción (PA) cardíaco difiere de forma significativa en diferentes porciones del corazón. Esta diferenciación de PA genera diferentes características eléctricas de las distintas zonas del corazón. Por ejemplo, el tejido conductivo especializado del corazón tiene la capacidad de despolarizarse sin ninguna influencia externa. Esta propiedad se conoce como el automatismo del músculo cardíaco. 
La actividad eléctrica de los tejidos especializados de conducción no son aparentes en el electrocardiograma de superficie (ECG o EKG - de la palabra alemana).  Esto se debe a la pequeña masa de estos tejidos en comparación al miocardio.

## Vista general
El músculo cardíaco tiene algunas similitudes con el músculo esquelético, así como importantes propiedades únicas. Como los miocitos esqueléticos, un miocito cardíaco dado tiene un potencial de membrana negativo cuando está en reposo. 
Una diferencia importante es la duración de los PA(Potencial de Acción):
- En una célula nerviosa, la duración de un PA es de alrededor de 1 milisegundo (ms).
- En células musculares esqueléticas, la duración es aproximadamente 2-5 ms.
- Sin embargo, la duración del PA ventricular es de 200 a 400 ms.

Estas diferencias se basan en variaciones en la conductancia iónica de cada tipo celular, que son las responsables de los cambios en el potencial de membrana.
Comparando el músculo esquelético y el cardíaco, una diferencia importante es la manera en la que ambos aumentan la concentración citoplasmática de Ca2+ para inducir la contracción:
- Cuando el músculo esquelético es estimulado por axones motores somáticos, un flujo de Na+ hacia el interior de la célula rápidamente despolariza el músculo esquelético y desencadena la liberación de Ca2+ desde el retículo sarcoplásmico.
- En los miocitos cardíacos, sin embargo, la liberación de Ca2+ desde el retículo sarcoplásmico es inducida por el flujo de Ca2+ hacia el interior celular a través de canales de calcio voltaje-dependientes en el sarcolema.  Este fenómeno se denomina liberación de calcio inducida por calcio e incrementa la concentración citoplasmática de Ca2+ libre, lo que produce la contracción muscular.
- Además al tener el cardiomiocito un retículo sarcoplásmico menos desarrollado la entrada de Ca2+ extracelular es crítica para producir la contracción muscular.

En ambos tipos de músculo, después del periodo refractario absoluto, los canales de potasio se abren y el flujo resultante de K+ hacia el exterior celular produce la repolarización hasta el estado de reposo. Los canales de calcio voltaje-dependientes en el sarcolema cardíaco normalmente se activan debido a un flujo de sodio hacia el interior celular durante la fase "0" del potencial de acción (ver más adelante).
Debe observarse que hay importantes diferencias histológicas y fisiológicas entre las células excitables o marcapasos y los cardiomiocitos contráctiles. Las diferencias específicas en los canales iónicos y los mecanismos de polarización generan propiedades únicas de las células marcapasos del nodo sinusal, sobre todo las despolarizaciones espontáneas (automatismo del músculo cardíaco), necesarias para la actividad de marcapasos del nodo sinusal.

## Principales canales iónicos y corrientes cardíacas
Los canales iónicos son selectivos para diferentes aniones y cationes. Por ejemplo, algunos canales iónicos son selectivos para iones sodio, potasio, calcio y cloro. Es más, un ion particular puede tener diferentes canales responsables de su movimiento a través de la membrana, como ocurre con el potasio. Existen dos tipos de canales iónicos:
- dependientes de voltaje, que se abren o cierran en respuesta a cambios en el potencial de membrana; la mayor parte de los canales iónicos que participan en el PA cardíaco son de este tipo;
- canales operados por receptores, que se abren o cierran en respuesta a señales químicas que se detectan por receptores en la membrana celular (el sarcolema). Por ejemplo, la acetilcolina (el neurotransmisor liberado por el nervio vago del sistema parasimpático) se une a receptores del sarcolema y produce la apertura de un tipo especial de canales para el potasio ( IK, ACh).[1]

| Ion       | Corriente                          | Apertura dep.      | Proteína                  | Gen                | Fase / función |
| --------- | ---------------------------------- | ------------------ | ------------------------- | ------------------ | --- |
| Na+       | Rápida Na+: INa                    | Voltaje            | NaV1.5                    | SCN5A              | Fase 0 de los miocitos |
| Na+       | Lenta Na+ (funny): If              | Voltaje y receptor |                           |                    | Fase 4 de la corriente marcapasos en las células del nodo sinusal y nodo AV                                                       |
| Ca2+      | Tipo L (lenta): ICa(L)             | Voltaje            | CaV1.2                    | CACNA1C            | Entrada lenta, de larga duración; fase 2 miocitos y fases 4-0 de las células del nodo sinusal y nodo AV                           |
| Ca2+      | Tipo T (transitoria): ICa(T)       | Voltaje            |                           |                    | Corriente transitoria; contribuye a la fase 4 de la corriente marcapasos en las células del nodo sinusal y nodo AV                |
| K+        | Inward rectifying: IK1             | Voltaje            | Kir2.1/2.2/2.3            | KCNJ2/KCNJ12/KCNJ4 | Mantiene el potencial negativo en la fase 4; se cierra con la despolarización; su descenso contribuye a las corrientes marcapasos |
| K+        | Transient outward: Ito1            | Voltaje            | KV4.2/4.3                 | KCND2/KCND3        | Contribuye a la fase 1 en los miocitos                                                                                            |
| K+        | Delayed rectifier slow: IKs        | Voltaje            | KV7.1                     | KCNQ1              | 2,3 |
| K+        | Delayed rectifier rapid: IKr       | Voltaje            | KV11.1 (hERG)             | KCNH2              | Repolarización: fase 3 |
| K+        | Sensible a ATP: IK, ATP            | Receptor           |                           |                    | El ATP lo inhibe; se abre cuando el ATP disminuye                                                                                 |
| K+        | Activado por acetilcolina: IK, ACh | Receptor           |                           |                    | Activado por acetilcolina; acoplado a una proteína G                                                                              |
| Na+, Ca2+ | INaCa                              | Voltaje            | intercambiador 3Na+-1Ca2+ | NCX1 (SLC8A1)      | homeostasis iónica |
| Na+, K+   | INa,K                              | Voltaje            | 3Na+-2K+-ATPasa           | ATP1A              | homeostasis iónica |
| Ca2+      | IpCa                               | Voltaje            | Ca2+-ATPasa               | ATP1B              | homeostasis iónica |

Los canales iónicos pueden estar en conformación abierta, cerrada o inactiva. Los iones sólo pueden pasar a través de los canales cuando están en conformación abierta. En los canales dependientes de voltaje, el paso de una conformación a otra está regulado por el potencial de membrana. El caso mejor estudiado es el de los canales rápidos de sodio. Cuando la membrana está en reposo (-90 mV), estos canales están cerrados, impidiendo la entrada de sodio al interior celular. Cuando la membrana se despolariza (+20 mV), el canal pasa a la conformación abierta, y el sodio entra. Durante la fase de repolarización , el canal está en estado inactivo, que tampoco permite la entrada de sodio. Cuando el potencial vuelve a alcanzar el estado de reposo, el canal recupera la conformación cerrada original. Cuando están en situación de hipoxia, los miocitos se despolarizan hasta un nivel de reposo menos negativo (a -55 mV), en el que los canales de sodio están en un estado inactivo, lo que altera los PA de los miocitos, ya que las corrientes rápidas de sodio se encuentran bloqueadas. Otros canales iónicos también presentan conformaciones abiertas y cerradas, pero los detalles a nivel molecular no se conocen bien aún.
Los canales de calcio
Existen dos tipos de canales de calcio voltaje-dependientes, y ambos juegan un papel crítico en la fisiología del músculo cardíaco. Estos canales responden de forma diferente a los cambios de voltaje a través de la membrana:
- Los canales de calcio tipo L ('L' por "larga" duración) responden a potenciales más altos, se abren más despacio y permanecen abiertos más tiempo que los de tipo T. Debido a sus propiedades, los canales tipo L son importantes para mantener un PA en los miocitos. Los canales tipo L son las dianas de un tipo de drogas denominadas dihidropiridinas, que bloquean las corrientes producidas por estos canales.

- Los canales de calcio tipo T ('T' por "transitorios") son importantes en la iniciación de los PA. Por su rápida cinética, los canales de calcio tipo T se encuentran comúnmente en células que tienen un comportamiento eléctrico rítmico:
  - neuronas implicadas en actividades rítmicas como caminar o respirar;
  - células marcapasos del corazón (en el nodo sinusal y el nodo AV), que controlan los latidos cardíacos.

## El potencial de reposo de la membrana celular
El potencial de reposo de la membrana está generado por la diferencia en concentraciones iónicas y conductancias a través de la membrana celular durante la fase 4 del potencial de acción. El potencial de reposo normal en el miocardio ventricular varía entre -85 a -95 mV.  Este potencial está determinado por la permeabilidad selectiva de la membrana celular a varios iones. La membrana es permeable sobre todo al K+ y relativamente impermeable al resto de los iones. El potencial de membrana está por ello dominado por el potencial de equilibrio del K+, siguiendo el gradiente de K+ a través de la membrana celular. El potencial de Nernst para el K+ a 37 °C puede calcularse utilizando la ecuación de Nernst:
{\displaystyle E_{K}=-61\log {\frac {[K^{+}]_{i}}{[K^{+}]_{e}}}=-96mV}
El mantenimiento de este gradiente iónico se debe a la acción de diferentes bombas iónicas y mecanismos de intercambio, que incluyen la  ATPasa Na+-K+, el intercambiador  Na+-Ca2+ y el canal de K+ denominado inward rectifier (rectificador de entrada) IK1.
En el interior celular, el K+ es el catión principal, y el fosfato y las bases conjugadas de los ácidos orgánicos son los aniones dominantes. En exterior celular, predominan el Na+ y el Cl-.

## Fases del potencial de acción cardíaco

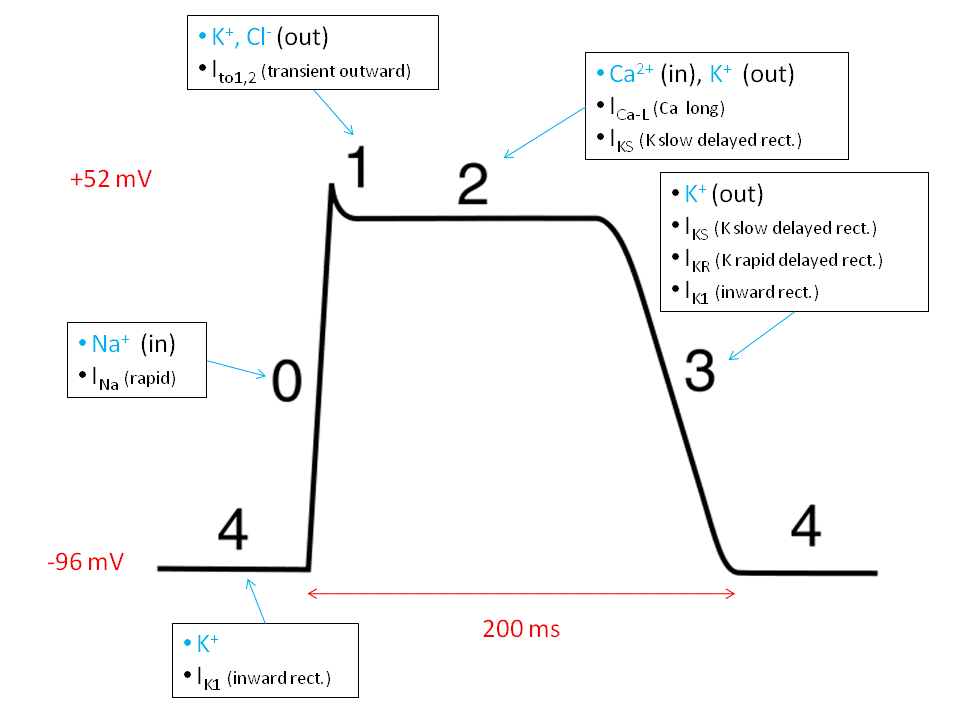
El potencial de acción cardíaco tiene cinco fases.

Corrientes relativas de iones en relación con las fases en el ECG.

El modelo estándar para comprender el potencial de acción cardíaco es el PA del miocito ventricular y las células de Purkinje. El PA tiene 5 fases, numeradas del 0 al 4. La fase 4 es el potencial de reposo de la membrana, y describe el PA cuando la célula no está estimulada. 
Cuando la célula es estimulada eléctricamente (normalmente por una corriente eléctrica procedente de una célula adyacente), empieza una secuencia de acciones, que incluyen la entrada y salida de múltiples cationes y aniones, que conjuntamente producen el potencial de acción celular, propagando la estimulación eléctrica a las células adyacentes. De esta manera, la estimulación eléctrica pasa de una célula a todas las células que la rodean, alcanzando a todas las células del corazón. 

### Fase 0
La fase 0 es la fase de despolarización rápida. La pendiente de la fase 0 representa la tasa máxima de despolarización de la célula y se conoce como  dV/dtmax.  La despolarización rápida se debe a la apertura de los canales rápidos de Na+ , lo que genera un rápido incremento de la conductancia de la membrana para el Na+ (gNa+) y por ello una rápida entrada de iones Na+ (INa) hacia el interior celular. Al mismo tiempo, la gK+ disminuye. Estos dos cambios en la conductancia modifican el potencial de membrana, alejándose del potencial de equilibrio del potasio (-96 mV, como vimos antes) y acercándose al potencial de equilibrio del sodio (+52 mV).
La habilidad de la célula de abrir los canales lentos de Na+ durante la fase 0 está en relación con el potencial de membrana en el momento de la excitación. Si el potencial de membrana está en su línea basal (alrededor de -85 mV), todos los canales rápidos de Na+ están cerrados, y la excitación los abrirá todos, causando una gran entrada de iones Na+. Sin embargo, si el potencial de membrana es menos negativo (lo que ocurre durante la hipoxia), algunos de los canales rápidos de Na+ estarán en un estado inactivo, insensibles a la apertura, causando una respuesta menor a la excitación de la membrana celular, y una  Vmax menor. Por esta razón, si el potencial de reposo de la membrana deviene demasiado positivo, la célula puede ser no excitable, y la conducción a través del corazón puede retrasarse, incrementando el riesgo de arritmias.

### Fase 1
La fase 1 del potencial de acción (PA) tiene lugar con la inactivación de los canales rápidos de sodio. La pequeña repolarización ("notch") del PA es debida al movimiento de los iones K+ en una corriente transitoria, dirigidos por las corrientes transient outward  Ito1 y Ito2, respectivamente.   La corriente Ito1 contribuye particularmente a la depresión de algunos So de los cardiomiocitos ventriculares. 
Se ha sugerido que el movimiento de iones Cl- a través de la membrana durante la fase 1 es el resultado del cambio en el potencial de membrana, debido a la salida de los iones K+, y no es un factor que contribuya a la repolarización inicial ("notch").

### Fase 2
La fase "plateau" del PA cardíaco se mantiene por un equilibrio entre el movimiento hacia el interior del Ca2+ (ICa) a través de los canales iónicos para el calcio de tipo L (que se abren cuando el potencial de membrana alcanza -40mV) y el movimiento hacia el exterior del K+ a través de los canales lentos de potasio slow delayed rectifier, IKs.  La corriente debida al intercambiador sodio-calcio (INa, Ca) y la corriente generada por la bomba Na-K (INa,K) también juegan papeles menores durante la fase 2.

### Fase 3
Durante la fase 3 (la fase de "repolarización rápida") del PA, los canales voltaje-dependientes para el calcio de tipo L se cierran, mientras que los canales lentos de potasio slow delayed rectifier (IKs) permanecen abiertos. Esto asegura una corriente hacia fuera, que corresponde al cambio negativo en el potencial de membrana, que permite que más tipos de canales para el K+ se abran. Estos son principalmente los canales rápidos para el K+ rapid delayed rectifier (IKr) y los canales de K+ inwardly rectifying (IK1).
Esta corriente neta positiva hacia fuera (igual a la pérdida de cargas positivas por la célula) causa la repolarización celular. Los canales de K+ delayed rectifier se cierran cuando el potencial de membrana recupera un valor de  -80 a -85 mV, mientras que IK1 permanece funcionando a través de la fase 4, contribuyendo a mantener el potencial de membrana de reposo.

### Fase 4
La fase 4 es el potencial de reposo de la membrana. La célula permanece en este periodo hasta que es activada por un estímulo eléctrico, que proviene normalmente una célula adyacente. Esta fase del PA es asociada con la diástole de la cámara del corazón.
Al potencial de reposo de la membrana, la conductancia para el potasio (gK+) es alta en relación con las conductancias para el sodio (gNa+) y el calcio (gCa2+). En esta fase, la  se mantiene a través de los canales para el K+ de tipo inward rectifying (IK1). Cuando el potencial de membrana pasa de -90 mV a -70 mV (debido, por ejemplo, al estímulo de una célula adyacente) se inicia la fase siguiente.
Durante las fases 0, 1, 2 y parte de la 3, la célula es refractaria a la iniciación de un nuevo PA: es incapaz de despolarizarse. Este es el denominado periodo refractario absoluto. Durante este periodo, la célula no puede iniciar un nuevo PA porque los canales están inactivos. Este es un mecanismo de protección, que limita la frecuencia de los potenciales de acción que puede generar el corazón. Esto permite al corazón tener el tiempo necesario para llenarse y expulsar la sangre. El largo periodo refractario también evita que el corazón realice contracciones sostenidas, de tipo tetánico, como ocurre en el músculo esquelético. Al final del periodo refractario efectivo, hay un periodo refractario relativo, en el cual es necesaria una despolarización por encima del umbral para desencadenar un PA. En este caso, como no todos los canales para el sodio están en conformación de reposo, los PA generados durante el periodo refractario relativo tienen una pendiente menor y una amplitud menor. Cuando todos los canales para el sodio están en conformación de reposo, la célula deviene completamente activable, y puede generar un PA normal.

## Automatismo cardíaco
En el miocardio, el automatismo es la capacidad de los músculos cardíacos de despolarizarse espontáneamente, es decir, sin estimulación eléctrica externa a partir del sistema nervioso. Esta despolarización espontánea se debe a que las membranas plasmáticas de las células cardíacas tienen una permeabilidad reducida para el K+, pero permiten el transporte pasivo de iones calcio, lo que permite que se genere una carga neta. El automatismo se demuestra sobre todo en el nodo sinusal, el denominado "marcapasos del corazón". Anormalidades en el automatismo generan cambios en el ritmo cardíaco. 

### Localización de las células marcapasos
Las células que pueden realizar una despolarización espontánea más rápidamente son las células del marcapasos primario del corazón, localizado en el nodo sinusal, que definen el ritmo cardíaco. La actividad eléctrica que se origina en el nodo sinusal se propaga al resto del corazón. La conducción más rápida de la actividad eléctrica se produce a través del sistema de conducción eléctrica del corazón.
En el corazón existen otras células con capacidad marcapasos, en el nodo atrioventricular (AV) y en el sistema de conducción ventricular, pero sus tasas de latido son menores que la tasa del nodo sinusal, por lo que su actividad marcapasos está normalmente suprimida. Si el nodo sinusal se inactiva, o sus potenciales de acción disminuyen por debajo de la tasa de los marcapasos secundarios, la supresión de estos se elimina, lo que permite que los marcapasos secundarios se conviertan en el marcapasos del corazón. Cuando esto ocurre, se dice que aparece un marcapasos "ectópico".

### Canales iónicos marcapasos
El mecanismo de automatismo del corazón implica los canales denominados canales marcapasos de la familia HCN, activados por hiperpolarización, dependientes de nucleótidos cíclicos: el AMP cíclico (AMPc) se une directamente a estos canales y aumenta la probabilidad de que se abran (véase Funny current). Estos canales poco selectivos para cationes conducen más corriente a medida que el potencial de membrana se hace más negativo, o hiperpolarizado. Conducen tanto iones potasio como sodio. La actividad de estos canales en el nodo sinusal causa que el potencial de membrana se haga lentamente más positivo (despolarizado), hasta que, en un momento dado, los canales para el calcio se activan y se inicia un PA.
La dependencia de AMPc de los canales If es una propiedad fisiológica particularmente importante, ya que la activación del sistema simpático aumenta los niveles de AMPc, produciendo la activación de los canales If a voltajes más positivos. Este mecanismo produce un incremento de la corriente a voltajes diastólicos, y por tanto una aceleración del ritmo cardíaco. La activación del sistema parasimpático (que reduce los niveles de AMPc) disminuye los latidos cardíacos por la acción opuesta, es decir, modificando la activación de los canales If a potenciales más negativos (hiperpolarizados).
Debido a su importancia en la generación de la actividad marcapasos del corazón y en la modificación de la frecuencia espontánea, los canales f son dianas naturales de drogas dirigidas a controlar farmacológicamente el ritmo cardíaco. Algunos agentes, denominados "agentes reductores de la frecuencia cardíaca" actúan inhibiendo específicamente los canales f. Ivabradine es el inhibidor de los canales f más específico y selectivo, y el único comercializado para el tratamiento farmacológico de la angina de pecho estable crónica con un ritmo sinusal normal e intolerancia a los β-bloqueadores.

### Variaciones del automatismo
La actividad intrínseca de las células del marcapasos del corazón es la despolarización espontánea a un ritmo regular, generando el latido normal del corazón, que puede variar entre 100 a 110 despolarizaciones por minuto. El latido cardíaco, sin embargo, puede variar entre 60 y 200 latidos por minuto. Estas variaciones se deben sobre todo a la acción del sistema nervioso autónomo sobre el nodo sinusal:
- En condiciones de reposo, domina la influencia del sistema parasimpático, a través del nervio vago, generando lo que se denomina tono vagal: el ritmo del nodo sinusal se reduce, manteniéndolo alrededor de 70 latidos por minuto (cronotropía negativa).
- El sistema autónomo aumenta el ritmo cardíaco disminuyendo el tono vagal y simultáneamente aumentando la acción del sistema simpático sobre el nodo sinusal. Este efecto se denomina cronotropía positiva. El efecto del sistema simpático se realiza a través de la acción del AMPc: el neurotransmisor de los nervios simpáticos (noradrenalina) se une a los receptores β-adrenérgicos en la membrana celular, lo cual activa una cascada de señalización que produce un aumento en los niveles de AMPc. Esto produce un aumento de la apertura de los canales de calcio tipo L y de los canales f, lo cual genera un aumento de la tasa de despolarización, y por tanto un aumento del ritmo cardíaco (taquicardia).

El sistema parasimpático libera el neurotransmisor acetilcolina, que se une a sus receptores y produce una disminución del AMPc y por tanto el efecto contrario (bradicardia).
Existen otros mecanismos no neuronales que pueden modificar la actividad marcapasos:
- las catecolaminas circulantes (adrenalina y noradrenalina) producen un aumento de la frecuencia cardíaca, por un mecanismo similar al descrito para el sistema simpático;
- el hipertiroidismo produce taquicardia, ya que aumenta el metabolismo celular, aumentan los niveles de ATP y eso induce un aumento de la actividad de la bomba sodio-potasio, lo que produce una mayor rapidez en la corriente del sodio (y viceversa para el hipotiroidismo);
- la hiperpotasemia causa taquicardia, ya que al aumentar la concentración exterior de potasio, disminuye la conductancia al potasio y aumenta la tasa de despolarización;
- la hipoxia celular causa una carencia de ATP que disminuye la actividad de la bomba sodio-potasio, lo que despolariza la membrana y causa taquicardia, pudiendo abolir la actividad del marcapasos (lo que ocurre en caso de isquemia coronaria).

Un automatismo anormal implica la despolarización espontánea anormal de las células del corazón. Típicamente esto causa arritmias (ritmos irregulares) en el corazón. Algunas drogas que se utilizan para tratar arritmias también afectan a la actividad del nodo sinusal:
- los bloqueadores de los canales de calcio generan bradicardia, porque inhiben los canales tipo L durante la fase 4 y fase 0;
- drogas que afectan al sistema nervioso autónomo (como los β-bloqueadores) afectan la actividad del nodo sinusal;
- la digitalis causa bradicardia, ya que aumenta la actividad parasimpática y bloquea la bomba sodio-potasio, necesaria para la despolarización.

En casos en los que se produce un bloqueo cardíaco, en el que la actividad del marcapasos primario no se propaga al resto del corazón, el nodo atrioventricular (AV) tomará el relevo, generando una despolarización espontánea y creando un PA.
Por razones mal conocidas, a veces células no-marcapasos pueden realizar despolarizaciones espontáneas, bien durante fase 3 o en fase 4 temprana, generando PA anormales, denominados post-despolarizaciones, que si tienen suficiente magnitud pueden producir taquicardia. 
- las post-despolarizaciones tempranas (early afterdepolarizations) ocurren durante fase 3;
- las post-despolarizaciones tardías (late afterdepolarizations) ocurren en fase 4 temprana.

Ambos casos parecen estar relacionados con un aumento en las concentraciones intracelulares de calcio, como ocurre en la isquemia, en la intoxicación con digitalis o en la hiperestimulación con catecolaminas.